# علياء الحمادي
علياء يوسف الحمادي هي لاعبة ألعاب قوى إماراتية تخصصت في مسابقات الوثب العالي.

## الميداليات والألقاب
استطاعت علياء الحمادي إحراز العديد من الميداليات والألقاب خلال مشاركاتها بالبطولات الإقليمية والدولية المختلفة، ويوضح الجدول التالي أهم الميداليات التي حققتها خلال مسيرتها:
| السنة | البطولة                                     | الميدالية/اللقب | المسابقة     | ملاحظات                                                                   |
| ----- | ------------------------------------------- | --------------- | ------------ | ------------------------------------------------------------------------- |
| 2013  | دورة الألعاب الخليجية المدرسية              | ذهبية           | الوثب العالي | [ 1 ] [ 2 ] [ 3 ]                                                         |
| 2015  | البطولة الخليجية لرياضة المرأة              | فضية            | الوثب العالي | احتلت المركز الثاني في المسابقة بعد أن قفزت بارتفاع قدره 1.59 متر         |
| 2016  | دورة الألعاب للأندية العربية للسيدات 2016   | فضية            | الوثب العالي | [ 7 ] [ 8 ]                                                               |
| 2016  | بطولة غرب آسيا لألعاب القوى للشباب والشابات | برونزية         | الوثب العالي | احتلت المركز الثالث بالمسابقة بعد أن تخطت حاجز الـ150 سنتيمتر             |
| 2017  | البطولة الخليجية لرياضة المرأة              | ذهبية           | الوثب العالي | احتلت المركز الأول بجدارة في مسابقة الوثب العالي وتجاوزت ارتفاع 1.56 مترا |